# Batman: La maledizione del Cavaliere Bianco
Batman: La maledizione del Cavaliere Bianco è una miniserie a fumetti di 8 albi scritta e disegnata da Sean Murphy, pubblicata tra il 2019 e il 2020 dalla casa editrice statunitense DC Comics. La storia è il sequel di Batman: Cavaliere Bianco, e si colloca al di fuori della continuity canonica delle pubblicazioni di Batman. Come l'opera precedente si colloca in un universo alternativo denominato White Knight Universe in cui l'autore e artista Sean Murphy ci propone una rilettura del mito dell'Uomo Pipistrello. Murphy non si limita a stravolgere alcuni aspetti del super eroe creato da Bob Kane e Bill Finger ma stravolge le dinamiche dei personaggi che nei decenni hanno composto la Batman Family, andando a ricostruire la stessa storia dell'iconica Gotham City.

## Trama
La storia inizia subito dopo gli eventi dell'opera Batman:Cavaliere Bianco e vede un Bruce Wayne deciso a voler rivelare al mondo la vera identità di Batman. A questo si oppone però Dick Grayson che teme per le possibili ripercussioni mediatiche sulla famiglia Wayne e sul fatto che renderebbero più vulnerabile l'alter ego del Cavaliere Oscuro. Bruce Wayne diventerebbe il bersaglio di ogni suoi possibile nemico nell'arco di tutta la sua vita. Jack Napier, ora tornato ad essere il Joker è prigioniero all'Arkham Asylum ma riesce ad evadere con l'aiuto dello stesso direttore del carcere che viene anche ferito per rendere credibile la facile e rapida evasione della nemesi di Batman. Il tutto però risulta sospetto in quanto uno sconcertato Bruce realizza che quello che sosteneva lo stesso Joker quando era rinsavito (grazie a degli psico farmaci ideati da Harleen Quinzel) potrebbe corrispondere alla verità. Napier affermava che esiste un'elite politico-finanziaria a Gotham che ha interesse che super criminali quali il Joker riescano continuamente ad evadere per creare il caos nella città rendendo poi necessaria una ricostruzione e riqualificazione delle aree urbane colpite con conseguenti investimenti pubblici dati in appalto ai grandi imprenditori. A questo deve necessariamente seguire un forte autoritarismo nella gestione del potere politico e del controllo della popolazione. Un Batman attonito si trova di fronte ad una realtà che aveva avuto sotto gli occhi per decenni, e si domanda com'è stato possibile che non avesse mai notato con quanta facilità i criminali evadevano da una prigione come Arkham, in cui erano stati investiti nel tempo miliardi di dollari per renderla la più sicura al mondo. Prima di fuggire dalla sua prigionia, il Joker si reca nella sezione più vecchia di Arkham e si impossessa di antiche reliquie tra cui una spada vecchia di secoli appartenuta ad un cavaliere del Sacro Ordine di Saint Dumas. Si tratta di un ordine di monaci guerrieri formatosi dopo la caduta dei Cavalieri Templari, fondato in Medio Oriente e dedito a portarne avanti l'eredità nei secoli. Tale spada viene portata dal Joker ad un ex-veterano del Vietnam ormai anziano e destinato a morire per un tumore contratto probabilmente per essere stato sottoposto a zone con residui di Gas Orange. Si tratta di Jean-Paul Valley, a giudizio del Joker, l'erede in linea di sangue di metà del territorio dove ora sorge Gotham City e che nel diciassettesimo secolo si chiamava Gotham Valley. La valle era stata divisa, con un patto d'onore, tra il Cavaliere di Saint Dumas Bakkar e Edmond Wayne. Quest'ultimo è stato fatto fuggire dall'Inghilterra da Bakkar, salvato da una vita di prigionia ed è il primo Wayne (antenato di Bruce) ad essere arrivato nel Nuovo Mondo.
Jean-Paul si convince di essere il discende di Bakkar e accoglie la sua eredità di Cavaliere di Saint Dumas. Inoltre vuole reclamare con il sangue il torto subito dalla sua dinastia da parte dei Wayne, che di fatto hanno preso il totale controllo dell'area dove ora sorge Gotham City diventandone la famiglia più ricca e potente. Dal Joker riceve l'importante segreto secondo il quale Bruce Wayne è Batman e che sotto la sua immensa Magione si trova la Bat-Caverna. Come se non bastasse riceve il supporto anche dell'Elite di Gotham che gli offre tramite Ruth (la loro amministratrice e factotum) una disponibilità finanziaria che gli permetta di assemblare un team d'assalto e le necessarie attrezzature. Con tali fondi gli viene realizzata una moderna armatura che ricordi quella dell'Ordine di Saint Dumas equipaggiata però anche di armi moderne e materiali all'avanguardia. Jean-Paul prende il nome di Azrael (l'Angelo della Morte secondo la cultura islamica) e ha la missione di eliminare Batman, però l'accordo con Ruth (e i poteri forti che rappresenta) è quello di divenire lui il nuovo Vigilante mascherato della città. Per le loro politiche e per avere accesso ai fondi pubblici per la lotta ai supercriminali c'è bisogno di un giustiziere dalle maniere forti che lottando con bizzarri super criminali, porti caos e distruzione in certe zone di Gotham. Azrael accetta, ed insieme al Cappellaio Matto e due ex-veterani suoi fedeli compagni attacca Villa Wayne disponendo cariche esplosive in tutta la struttura. Il Cappellaio riesce ad hackerare alcuni dispositivi della Bat-Caverna tra cui una moderna batmobile che si rivolta contro lo stesso Uomo Pipistrello che ora è un animale in trappola nella sua stessa tana. Batman riesce però a salvarsi grazie all'intervento di Dick e Barbara col supporto della GTO. Nel frattempo il Joker si è riconsegnato alla polizia, una mossa che è servita a distrarre il Dipartimento e lo stesso Batman dalla vera minaccia creata dal Clown Folle ovvero l'Angelo della Morte Azrael. Il suo compito non si limita però ad estinguere la dinastia dei Wayne ma a colpire l'atra minaccia per l'Elite, ovvero l'ex-commissario, aspirante sindaco, James Gordon. Attaccandolo fuori da un Pub, centro di ritrovo della polizia cittadina, lo trafigge e uccide con la sacra spada dell'Ordine. Con la sua morte Bruce, dopo aver già perduto Alfred e la sua guida, si ritrova più disorientato e vulnerabile come mai gli è capitato. La più sconvolta è ovviamente la figlia Barbara che si dedica diverse ore a rintracciare l'autocarro usato da Azrael e riesce a rintracciarlo in movimento mentre percorre l'interstatale. Non avvisa però ne Bataman ne Dick ma solo il detective Bullock, vecchio amico e collaboratore di suo padre. Con una Batmobile intercettano il veicolo di Azrael e lo speronano facendolo ribaltare. Ne segue una colluttazione in cui Barbara affronta corpo a corpo Azrael, contando sulle sue capacità di combattente maturate coma Batgirl. La rabbia e il dolore le fanno però perdere lucidità, Azrael ha la meglio e le inferisce un colpo alla schiena che lesiona la colonna vertebrale. Non la uccide ma le conseguenze la destinano a perdere l'uso delle gambe. Quando arriva Batman e le forze dell'ordine è ormai tardi, Azrael e la sua alleata Gabriel fuggono. Nello scontro viene però ucciso Michael, l'altro ex-veterano che affianca Jean-Paul nella sua "crociata". 
In seguito agli ultimi avvenimenti Jean-Paul viene convocato da Ruth la quale gli comunica che l'Elite non lo ritiene più affidabile e quindi non lo vuole più supportare nel ruolo di Nuovo Batman. Oltre a non aver eliminato quello originale Azrael ha seminato caos e compiuto azioni non necessarie che hanno creato fattori di disturbo ai loro piani. Jean-Paul non accetta di essere liquidato e aggredisce Ruth che viene difesa dalla sua guardia del corpo, ovvero Bane ma Azrael si dimostra più forte e abile del guerriero potenziato dal siero venom, il quale viene ucciso per decapitazione. 
A questo punto Azrael obbliga Ruth con la tortura a rivelargli chi sono i membri dell'Elite e dove si trovano ora i super criminali una volta rinchiusi ad Arkham. I prigionieri dell'Asylum originale sono stati infatti spostati in un luogo più sicuro (il New Arkham), e questo dopo la sospetta fuga del Joker e delle sue rivelazioni quando era tornato ad avere la personalità di Jack Napier. Jean-Paul indossa dunque l'armatura creata per trasformarlo nel nuovo Batman e come primo obbiettivo si propone di portare a termine un'esecuzione di massa che secondo lui il Batman originale avrebbe dovuto fare da tempo. Si reca nel nuovo carcere di sicurezza e, una volta entrato con i codici hackerati dal Cappellaio Matto, uccide con la sua spada infuocata tutti i criminali qui rinchiusi nell'ala di massima sicurezza, l'unico che lascia in vita perché si unisca a lui è il Joker. Le vittime sono gli storici villain di Batman tra cui: Jonathan Crane (lo Spaventapasseri), Killer Croc, Baby Doll, Arnold Wesker (il Ventriloquo), il Pinguino, Poison Ivy, Harvey Dent (Due Facce), Edward Nigma (Enigmista). A Gotham inizia una guerra al crimine senza precedenti, chi non rispetta la Legge viene giustiziato dal Nuovo Batman, giudice-giuria-boia. Il Joker che affianca Jean-Paul è però in preda a dei tormenti interiori che ne destabilizzano la personalità. La sua identità e personalità originaria (o alternativa) di Jack Napier sta riemergendo nonostante non vi siano in azione sostanze farmacologiche. L'empatia di Jack, di cui è privo il Joker, è riemersa nel momento in cui nei giorni precedenti gli è andata a far visita Harleen Quinzel (la Harley Quinn originale) e gli ha mostrato i due gemelli nati da poco. Si tratta dei figli del Joker in quanto lei è rimasta incinta nel periodo della loro riconciliazione, quando era riuscita a farlo tornare Jack Napier (come visto nell'opera Batman: Cavaliere Bianco). Harleen ha sempre creduto che in fondo Jack non fosse cattivo ma solo affetto da disturbi psichiatrici, curabili o quantomeno gestibili. Il Joker sa che il suo punto debole è il rapporto con lei, soprattutto adesso che gli ha dato una famiglia. Per questo lui e Azrael rapiscono i due gemelli e si recano al "vecchio" Arkham Asylum, il posto in cui, come ha detto Napier, è nato il Joker ma è anche il luogo di origine della dinastia di Jean-Paul e dello stesso Bruce Wayne. Nella sua prima cella nella struttura più antica del carcere Jack Napier ha infatti trovato una stanza segreta dove ha scoperto che Edmund Wayne, l'antenato di Bruce, è stato ucciso da Bakkar che ne ha assunto il cognome per avere i favori dell'Impero Britannico. Bruce è quindi un discendente di Bakkar mentre paradossalmente Jean-Paul è l'erede dei Wayne. Il reverendo Jason Blood (legato al demone Etrigan) ha attraversato i secoli senza conoscere la morte ed ha preso e cresciuto il figlio che Edmund Wayne ebbe 4 secoli prima da una prostituta, il cognome che gli diede fu Valley e Jean-Paul è un suo discendente. Edmund e Bakkar avevano tra l'altro tramato insieme per uccidere il fondatore dell'Arkham Asylum, ovvero il Generale Lafayette Arkham, l'amministratore della Gotham Valley per conto della Monarchia inglese. Si trattava di un uomo crudele e disturbato che molti credevano fosse un vampiro, caratterizzato da un aspetto cadaverico e dal distorto senso dell'umorismo. Jack Napier rimane affascinato da questa figura tanto da ispirarsi a lui quando comincia a manifestarsi la personalità del Joker. In questa antica roccaforte coloniale, poi diventata manicomio e carcere di massima sicurezza si trova il crocevia del destino dei 4 personaggi che si stanno per affrontare: Batman, Joker, Azrael, e Harley Queen, ex-psichiatra del carcere dove ha conosciuto l'uomo (Jack Napier) che le ha stravolto la vita. Qui arrivano Batman e Harley Queen che si è rimessa il suo costume ed è entrata a far parte della GTO. Una volta sul posto infuria uno scontro tra Batman e Azrael (il New Batman) mentre Harleen affronta il Joker che ha con sé i suoi figli e minaccia di eliminarli. A questo punto però riemerge la personalità di Jack Napier che riconsegna i gemelli alla madre e gli porge la sua pistola. La esorta ad ucciderlo prima che il Joker riemerga e diventi una minaccia per la sua famiglia. Harleen capisce di non avere alternative e lo uccide anche se questo gli procura un tremendo dolore, il Joker/Jack Napier è morto per sempre. Batman sta avendo la peggio ed è stato ferito da Azrael ma Harley interviene scaraventando Jean-Paul giù dalle mura, facendolo precipitare in acqua.
Le fondamenta su cui si basavano le certezze di Batman sono ormai franate. Oltre ad aver perso Alfred, Gordon, l'appoggio dei cittadini e la fiducia dei suoi stessi sidekick (Batgirl e Nightwing), ora deve affrontare la menzogna e maledizione che grava sulla sua stirpe. La famiglia Wayne discende in realtà da un criminale di nome Bakkar e il padre di Bruce, Thomas Wayne, faceva parte dell'Elite che governa Gotham e ne manipola la politica e l'attività criminale. La stessa ricchezza di Bruce è costantemente aumentata in quanto parte del patrimonio è stato investito nelle loro attività. Il disinteresse di Bruce per la gestione delle sue finanze ha fatto in modo che lui stesso facesse parte dell'Elite senza saperlo. Questo è il motivo per cui l'Elite pur conoscendo la vera identità di Batman, non l'ha mai rivelata. Il Cavaliere Oscuro è uno di loro e un'importante pedina per gestire la città. A a questo punto Bruce rompe gli indugi e decide di rivelare a tutta la città chi è veramente Batman, inoltre dichiara di devolvere il suo patrimonio miliardario allo sviluppo e riqualificazione delle zone più povere della città. Per la sua attività di vigilante dichiara di consegnarsi alla polizia ma prima di porre fine alla sua identità di giustiziere vuole affrontare un'ultima battaglia: sconfiggere Azrael. Anche Jean-Paul è in una condizione in cui non ha più nulla da perdere, non è più supportato dall'Elite e la sua malattia lo sta divorando. Accetta la sfida del Cavaliere Oscuro, i due si affrontano in una città deserta, Batman ha convinto la Polizia e la GTO a non intervenire e ha esortato i cittadini a rimanere in casa. Per la prima volta Bruce si munisce di armi da fuoco per uccidere un criminale, sta per venire meno anche il principio su cui si basa la sua gerarchia di valori, ovvero di non uccidere mai.
Epilogo: per lo scontro finale tra Batman e Azrael decidono di usare le spade, i due si affrontano per uccidere, ognuno sente che quella è una sfida che affonda le sue radici nei secoli e nella famigerata maledizione evocata anni prima dal Generale Lafayette. Ognuno dei contendenti pretende di essere il vero Batman e il degno erede dei Wayne. Alla fine Jean-Paul, stremato dall'età e dalla malattia, abbassa la guardia e il suo contendente gli taglia il collo a livello della carotide. Batman è indeciso sul farlo morire o intervenire con il kit di pronto soccorso della Batmobile. Alla fine prevale la rettitudine che gli è stata trasmessa da Alfred, Jim Gordon e i paladini con i quali ha combattuto: Jason Todd (alias Robin), Dick Grayson (Nightwing) e Barbara Gordon (Batgirl) e la stessa Harleen (alias Harley Queen). Alla fine del combattimento si consegna alle forze dell'ordine e viene portato all'Arkham Asylum. Tutto il suo patrimonio è devoluto alla riqualifica cittadina, ai centri d'aiuto per i più bisognosi e alla realizzazione completa della Iniziativa Napier.

## Personaggi

Batman (nella versione canonica) e l'Azrael creato graficamente da Joe Quesada. Dall'illustrazione di copertina del volume "Batman: La Spada di Azrael Deluxe". Disegno di J.Quesada. Edizione italiana © 2015 RW Edizioni.

- Jean-Paul Valley (Azrael): Jean-Paul è un veterano della guerra del Vietnam che lavora come custode e addetto delle pulizie nella Cappella di Saint Gerome. Qui è stato accolto dal sacerdote Jason Blood, segretamente affiliato all'Ordine di Saint Dumas e a conoscenza della Maledizione di Gotham. Pur consapevole della vera storia della città e della linea di sangue di Jean-Paul non è lui a istigarlo contro gli Wayne ma è il Joker. Quando viene avvicinato dalla nemesi di Batman Jean-Paul è un uomo di profonda fede che no ha più nulla da perdere in quanto gli è stato diagnosticato un tumore non più trattabile. Gli viene detto che probabilmente è stato causato dalle tossine a cui è stato esposto in guerra, soprattutto i residui del Gas Orange. Come Batman è un uomo che va verso la sessantina ma rimane robusto e attivo, con un profondo malcontento nei confronti del crimine di Gotham. A suo avviso Batman ha combattuto per decenni contro gli stessi criminali perché incapace di somministragli la punizione biblica definitiva, ovvero la morte. Il Joker gli rivela parte della verità sul suo passato e, mentendo, afferma che il suo antenato Bakkar, nobile Monaco-guerriero è stato ucciso a tradimento da Edmund Wayne, violando il patto che i due si sarebbero divisi equamente il territorio e le ricchezze della Gotham Valley. In Jean-Paul matura un nuovo obiettivo da perseguire e lo può fare grazie al supporto dell'Elite di Gotham che gli mette a disposizione le risorse necessarie, compreso un costume che ricorda quello dei cavalieri dell'Ordine ma con materiali e tecnologie moderne. Gli viene anche consegnata da Joker la Spada Infuocata dei Bakkar, simbolo e legame con il suo passato. Si tratta di un'arma forgiata 4 secoli prima e ora ricoperta di Napalm che prende fuoco nel momento in cui si attiva una scintilla scaturita dal Elsa. La missione che gli affida l'Elite è quella di eliminare Batman per poi prenderne il posto. Il personaggio di Jean-Paul Valley è modellato su quello creato da Denny O'Neil e (graficamente) Joe Quesada nel 1992 su Batman: Sword of Azrael numero 1, che rimane la versione canonica. Anche in quel caso era un erede dell'ordine di Saint Dumas e la sua lotta al crimine lo porta ad essere un alleato di Batman, di cui prende il ruolo nel 1993 in seguito agli avvenimenti della saga Knightfall dove il Cavaliere Oscuro perde nel combattimento corpo a corpo contro Bane il quale gli procura un severo danno alla colonna vertebrale.
- Edmund Wayne: è il primo degli Wayne ad arrivare nelle Americhe nel 1685. Vi arriva dopo essere fuggito da Londra grazie a Bakkar, un monaco guerriero dell'Ordine di Saint Dumas. Edmund era stato arrestato per errore e rischiava di finire in carcere. Si tratta dell'ultimo sopravvissuto di una nobile famiglia (gli Wayne) che si è quasi estinta per la peste. Tra i lasciti della sua stirpe vi è la Gotham Valley in Nord America, un luogo dove sorge un villaggio di contrabbandieri e ladri. Si dice che sia un luogo maledetto e infestato da Demoni, come Governatore dell'Impero Britannico vi è il Generale Lafayette che da molti viene considerato un vampiro. Una volta giunti sul posto Edmund e Bakkar si uniscono ai criminali della zona e lo attaccano nella sua roccaforte, ovvero l'Arkham Manor, destinata a divenire l'Arkham Asylum. Qui lo uccidono per poi proseguire con il piano di prendere possesso di quelle terre e spartirsele. Bakkar non mantiene però i patti e uccide Edmund Wayne, prendendone l'anello e l'identità. Questo per assicurasi il titolo di Lord e avere la compiacenza della Monarchia inglese. Bruce Wayne è quindi un discendente di Bakkar e non della famiglia Wayne. Prima di morire Edmund ebbe però un figlio da una prostituta, che venne adottato da Jason Blood con il cognome di Valley. Il vero discendente dei Wayne è quindi Jean-Paul, l'alter ego di Azrael.
- Bakkar: Vissuto nella seconda metà del diciassettesimo secolo e originario della Valle del Begà nell'Impero Ottomano. Entra a far parte dell'ordine dei cavalieri di Saint Dumas, enclave di monaci guerrieri nata dalle ceneri dell'ordine dei Cavalieri Templari. Bakkar si trova a Londra dove libera dalla custodia della Polizia l'ultimo discendente dei Wayne, scambiato per un vile ladro. Stringe un accordo con lui per recarsi in Nord America dove Edmund può vantare, per diritto ereditario, grandi appezzamenti terrieri nella Valle di Gotham. Grazie alla sua linea di sangue può ottenere l'appoggio dell'Impero Britannico che, tra l'altro fatica a mantenere il controllo su quel territorio per l'alto livello di criminalità e pirateria. Una volta arrivati Edmund e Bakkar si alleano con gli stessi banditi e pirati per poter eliminare Lafayette Arkham, il Generale (considerato un vampiro) che controlla formalmente quella regione dimenticata dell'Impero. Bakkar ha però una propria agenda e, dopo aver ucciso Arkham, si sbarazza di Edmund Wayne prendendo il controllo dell'area come se fosse lui l'ultimo erede di quella stirpe. Bakkar è quindi il fondatore della dinastia Wayne a Gotham e Bruce ne è un discendente diretto. Il vero erede dei Wayne è invece Jean-Paul Valley, divenuto Azrael e poi il Nuovo Batman, discendente di un figlio illegittimo di Edmund (l'unico da lui avuto).
- Jason Blood: attualmente copre il ruolo di parroco della Cappella di Saint Gerome a Gotham City. Qui ha dato asilo a Jean-Paul Valley offrendogli un lavoro come inserviente. Jason è in realtà un membro dell'ordine di Saint Dumas e si presenta a Batman come storico e collezionista, uno dei pochi a sapere la storia vera della città, la maledizione che la accompagna, e l'origine della faida tra i discendenti dei Wayne e dei Bakkar. Questo sapere gli deriva dal fatto che è un essere immortale da diversi secoli in quanto suo malgrado è vittima di una maledizione che lo lega ad un Demone. Il nome di tale entità non è specificato anche se il personaggio è Etrigan, creato dal Re dei Comic Jack Kirby nel 1972, e questa la versione creata da Murphy per il suo White Knight Universe. Jason Blood è colui che nel diciassettesimo secolo ha preso in custodia il figlio di Edmund Wayne, unico erede della dinastia oltre che il diario personale di Edmund. Ne conosce quindi le sorti ed è a conoscenza del fatto che Bruce non è il vero discendente dei Wayne. Inizialmente ne diede notizia ad Alfred Pennyworth e Leslie Thompkins. Il tutore di Bruce finche è stato in vita, ha tenuto però nascosta al suo protetto la verità sul suo vero retaggio (ovvero discendente di Bakkar). Jason è a conoscenza di molti segreti di Gotham ma pare averne condivisi solo una parte, probabilmente ha una sua agenda che non si è ancora rivelata. Per Batman rappresenta però una risorsa in quanto è la memoria storica di Gotham City.
- James Gordon: Commissario del Dipartimento di Polizia di Gotham City, è stato il primo alleato di Batman nella guerra al crimine in una città dove, al suo arrivo da Chicago, la malavita era in forte ascesa. Dopo gli eventi di Batman: Cavaliere Bianco si ritrova a perdere ogni punto di riferimento in quanto Jack Napier gli ha aperto gli occhi sulla corruzione che grava ai piani più alti dell'amministrazione politica e della legge nella città. James si rende conto che, al pari di Batman e degli stessi bizzarri criminali che lo circondano, non che una pedina nelle mani di una potente elite che domina finanza, politica e crimine a Gotham. Per questo decide di dimettersi e candidarsi come sindaco nel tentativo di poter realmente cambiare in meglio la vita dei suoi concittadini. A minare ulteriormente le sue certezze vi è la sconcertante rivelazione del Joker che gli svela che sua figlia Barbara è l'identità segreta di Batgirl. Gordon è attonito in quanto nonostante si credesse un buon detective non ha mai sospettato di nulla sull'attività di vigilante in maschera della figlia. A questo si aggiunge il fatto che seppur conoscesse Bruce Wayne da decenni non si era mai insospettito che potesse essere il Cavaliere Oscuro, la verità gli viene rivelata dallo stesso Bruce. Non è da escludere che il suo ritiro dall'attività di Commissario sia inconsciamente dovuta al fatto che non si sente all'altezza di quel compito, anzi forse la sua ottusità è il motivo per il quale l'Elite gli ha permesso di rimane al suo posto di Commissario per decenni. Se fosse stato una reale minaccia, solo per il fatto risaputo dei suo legami con un vigilante come Batman sarebbe bastato ad aprire un'inchiesta che lo avrebbe sospeso dall'incarico. Nessun politico o figura prominente di Gotham ha mai richiesto un'indagine che sarebbe stata doverosa.
- Ruth: un personaggio che ha da sempre agito nell'ombra come rappresentante ed esecutore dell'Elite di Gotham o, come sostiene lei, dei cittadini più abbienti e influenti della città. Neppure Bruce era a conoscenza della sua esistenza finché non è lei a presentarsi al suo ufficio rivelando di sapere che in realtà è Batman e di avere collegamenti con tutti i principali criminali che lui ha affrontato negli anni. Lei è l'ideatrice del Fondo per la ricostruzione post-Batman, un business di miliardi all'anno per i suoi clienti. La sua richiesta è che non riveli la sua identità come vigilante e non si opponga ai piani che prevedono l'annullamento dell'iniziativa Napier. Altrimenti le persone a lui care tra cui Dick e Barbara saranno eliminate. Si tratta solo di una mossa per disorientare e confondere Bruce dal momento che il piano di toglierlo dalla scacchiera e mettere al suo posto Azrael è già in moto.
- Renee Montoya: agente di polizia del Dipartimento di Gotham, è al servizio del Commissario Gordon da diversi anni ed è spesso la compagnia d'indagini di Bullock. Quando Gordon si dimette nomina lei come nuovo Commissario nonostante la giovane età e la presenza di Detective più esperti di lei. La sua decisione verte sulle capacità e la lucidità di Montoya nel valutare la situazione cittadina di Gotham. Renee è infatti rigorosa nel far rispettare le leggi ma si è anche resa conto delle peculiarità di una città come Gotham. Come afferma lei stessa :«(Gordon) capiva bene la fiducia e il compromesso», in una città così oscura e corrotta è inevitabile scendere ad accordi con vigilanti e talvolta criminali, «per andare avanti a volte dobbiamo sposare le nostre diversità».